# Whatcom megye
Whatcom megye az Amerikai Egyesült Államokban, azon belül Washington államban található. Megyeszékhelye és legnagyobb városa Bellingham. Lakosainak száma 226 847 fő (2020. április 1.).

## Szomszédos megyék
- Okanogan megye (kelet)
- Skagit megye (dél)
- San Juan megye (délnyugat)
- Metro Vancouver Regional District (észak)
- Fraser Valley Regional District (észak)
- Capital Regional District (délnyugat)
- Regional District of Okanagan-Similkameen (északnyugat)

## Népesség
A megye népességének változása:
| Lakosok száma | 201 547 | 203 356 | 204 932 | 206 353 | 212 284 | 226 847 |
|               | 2010    | 2011    | 2012    | 2013    | 2015    | 2020    |